# Delettrez
Delettrez est une maison de parfums et de produits cosmétiques française fondée en 1835 et disparue en 1941. 

## Histoire de la maison

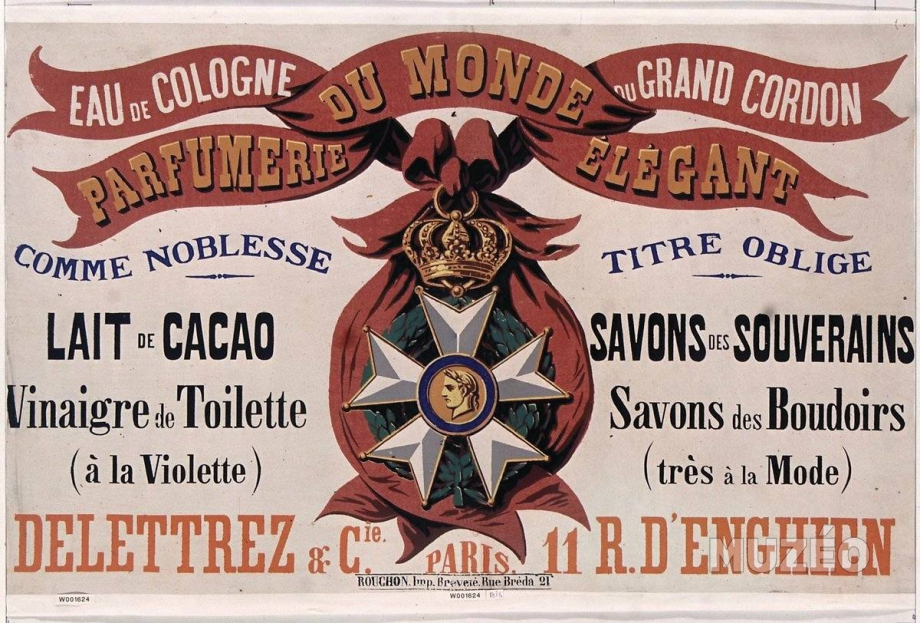
Eau de Cologne du Grand Cordon, affiche publicitaire par Jean-Alexis Rouchon (1857).

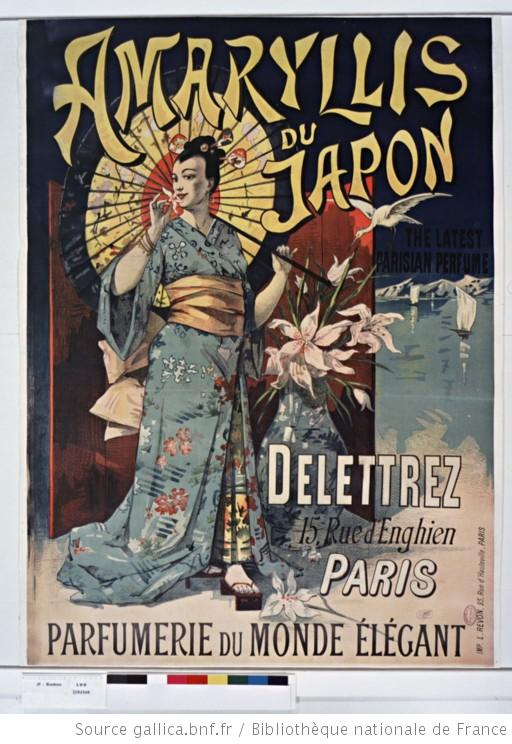
Amaryllis du Japon, affiche publicitaire imprimée par L. Revon (Paris, 1895).

Une parfumerie est fondée à Paris en 1835 par M. Georges Felix Delettrez. Devenue la « Parfumerie du monde élégant et de la High Society » à partir de 1853, elle ouvre boutique d'abord au 11 puis au 15-17 de la rue d'Enghien et connaît un début de succès sous le Second Empire avec son Eau de Cologne du grand cordon et ses compositions à base de lait de cacao qu'elle promeut à grand renfort de publicités. En 1861, Delettrez et Compagnie ouvre ses propres laboratoires à Neuilly-sur-Seine, situés au 31, avenue du Roule et d'une superficie de 2 500 m2. En 1878, lors de l'exposition universelle, la maison est signalée comme membre de la chambre de la parfumerie.
Devenue une société en nom collectif, « Blanc et Delafoy, parfumerie du monde élégant, marque Delettrez », elle ouvre une boutique de détails en 1872 au 54-56, rue Richer puis déménage celle-ci au 5, boulevard des Italiens vers 1892. En 1890, sous la direction technique de Georges-Félix Delettrez (1849-1928), elle devient la « Société anonyme parfumerie du monde élégant, maison Delettrez » placée au sein de la « Société franco-américaine pour la fabrication des parfumeries extra-fines et savons de toilettes Ch. Blanc et Cie » lancée en bourse par le Comptoir Lyon-Alemand pour un capital annoncé de six millions de francs-or. Elle ouvre une adresse de prestige au 15, rue Royale  , une boutique à New York ouverte en novembre 1927 sur la 5e Avenue et la 57e Rue et une filiale chargée d'importer les matières premières de France et de les revendre une fois conditionnées sous licence Delettrez.
En 1914, Les Parfums d'Arly (actifs jusqu’en 1934) fondés par Victor Vivaudou s'associent à Delettrez.
Elle fut parmi les premières, dès 1860, à proposer des coffrets d’étrennes, puis des emballages et des flacons de plus en plus luxueux, utilisant des matériaux précieux comme le vermeil et l'argent, faisant appel à des créateurs joailliers comme Julien Viard ou André Jolivet, ainsi qu'à Baccarat et René Lalique pour des formats très originaux.
Entre 1857 et 1941, le catalogue comprend plus de cent soixante créations.
Georges Felix Delettrez et sa femme Blanche Lhopiteau auront une fille qui épousera le fils de Paul Argand le mythique directeur des Grands magasins de la place Clichy de Paris et trois fils dont deux disparaîtront lors de la guerre 1914-1918.

## Extrait du catalogue
- Eau de Cologne du Grand Cordon, 1857
- Héliophar d'Arabie, fleur de riz, 1880
- Amaryllis du Japon, 1892
- Supra Violetta, 1895
- Esora, 1910
- Libella, 1914
- XXIII, présenté dans un flacon collier de perles, 1923
- IX, 1929
- Inalda, 1934
- Racing Red, 1940 (États-Unis)
- Liste complète des créations Delettrez
  - 1857 Brisas de Cintra
  - 1867 Bouquet of Prince Imperial
  - 1871 Impériale Russe
  - 1871 Nuit Etase
  - 1871 Myrthil
  - 1873 Bouquet Mexican
  - 1879 Eau de Cologne Russe
  - 1880 Alexandra
  - c1880 Aux Violettes Blanche de Siberie
  - c1880 Aux Violettes Russes
  - 1880 Bouquet Américain
  - 1880 Bouquet Argentine
  - 1880 Bouquet de Bresilien
  - 1880 Bouquet de la République Bresilienne
  - 1880 Bouquet de Manille
  - 1880 Bouquet de Monde Elegante
  - 1880 Bouquet de West End
  - 1880 Bouquet del Centenario de Colon
  - 1880 Bouquet des Brises des Tropiques
  - 1880 Bouquet des Champs
  - 1880 Bouquet des Souverains
  - 1880 Bouquet du Président Etas-Unis de Brésil
  - 1880 Bouquet du Vanezuela
  - 1880 Bouquet du XX Siecle
  - 1880 Cyclamen
  - 1880 Esprit de Verveine des Indes
  - 1880 Fleurs de France
  - 1880 Fleurs de Mai
  - 1880 Your Kisses
  - 1880 Bouquet de Chantilly
  - 1880 Imperial Delettrez
  - 1880 Iris de Florence
  - 1880 Juanita
  - 1880 Lys de la Vallee
  - 1880 Vanille
  - 1880 White Rose
  - 1880 Marechale
  - 1880 Mar de Plata
  - 1880 Muguet de Bois
  - 1880 Musc
  - 1880 Oriental Cintrin
  - 1880 Samko
  - 1886 Palma
  - 1886 Bouquet de Caroline
  - 1886 Cuir de Russie
  - 1886 Essence Bouquet
  - 1886 Essence Celeste
  - 1886 Forget-Me-Not
  - 1886 Frangipane
  - 1886 Imperator
  - 1886 Kiss Me Quick
  - 1886 Palma
  - 1886 Paris Bouquet
  - 1886 Rococo
  - 1886 Chypre
  - 1886 Miel d'Angleterre
  - 1886 Osmhedia
  - 1886 Sampaguita
  - 1890 Amaryllis du Japon
  - 1890 Agua Ben a Frica
  - 1890 Peau du d'Espagne Royale
  - 1892 Chypre Royal
  - 1892 Violette Russe
  - 1893 Florentia
  - 1893 Heliophar d'Arabie
  - 1893 Helenia
  - 1893 Heliotrope Royal
  - 1893 Iris Royal
  - 1893 Jockey Club
  - 1893 Lilas Royal
  - 1893 Lys de France
  - 1893 May Blossoms
  - 1893 Muguet
  - 1893 Rose Royal
  - 1893 Sicyllia
  - 1893 Stephanotis
  - 1893 Violette
  - 1893 Virgin Violet
  - 1893 Ylang-Ylang
  - 1894 Eau de Cologne Grand Cordon
  - 1894 Eau de Cologne des Families
  - 1894 Fraise
  - 1894 Inalda
  - 1894 Parfumerie Cote d'Azur
  - 1894 Parfumerie Imperator
  - 1894 Parfumerie Odoris
  - 1894 Rosee d'Œillet
  - 1894 Tzarevna
  - 1894 Tzinnia
  - 1894 Sweet Pea
  - 1894 Strenia
  - 1894 Supra Violet
  - 1894 Supra Mimosa
  - 1895 Crab Apple Blossom
  - 1895 Lily of the Valley
  - 1895 Sweet Briar
  - 1896 White Lilac
  - 1897 Agua Ben Frica
  - 1897 Agua Celeste
  - 1897 Agua de Florida
  - 1897 Agua del Sol
  - 1897 Foin Coupe
  - 1897 Heliotrope Blanc
  - 1897 Jockey Club
  - 1897 Celeste Rocico
  - 1897 Trevol
  - 1897 Violettes Blanches
  - 1897 Opoponax
  - 1897 Orvalho Celeste
  - 1898 Stylis
  - 1900 Le Menuet
  - 1900 Trefle
  - 1900 Quintessence
  - 1900 Thailia
  - 1901 Aglaia
  - 1901 Violettes Celeste
  - 1903 Myrtis
  - 1903 Lilas
  - 1905 Camelys
  - 1907 Esora
  - 1907 Nymphas
  - 1908 Alma Flor
  - 1908 Brin d'Amour
  - 1908 Idee Divine
  - 1908 Oryalis
  - 1908 Synha
  - 1908 Violette Royale
  - 1910 Sahary Djeli
  - 1910 Le Jasmin
  - 1910 Parfumerie du Monde Elegant
  - 1910 Circa
  - 1914 Lais
  - 1914 Cyclamen Roya
  - 1914 Dixi
  - 1914 Fleuri Libelia
  - 1914 Floramar
  - 1914 Floradille
  - 1914 Lais
  - 1914 Le Mimosa
  - 1914 Le Essence Naturelles des Fleurs
  - 1914 Lys Florentin
  - 1914 Parfum de Colette
  - 1914 Perlerette
  - 1914 Présent d'Amour
  - 1914 Roi du Jour
  - 1914 Rosa Ines
  - 1914 Tout Fleuri
  - 1914 Yellana
  - 1914 Yvonnette
  - 1914 Violet Pritanier
  - 1914 Myrthis
  - 1915 Aluria
  - 1915 Florise
  - 1915 Renee
  - 1916 Zakieh
  - 1919 Eve
  - 1920 Parfum IX
  - 1920 Reveillon
  - 1922 Faveo
  - 1923 Parfum XXIII
  - 1923 Dizeine
  - 1923 Carte Rouge
  - 1923 Carte Jaune
  - 1923 Carte Mauve
  - 1923 Carte Bleue
  - 1923 Carte Blanche
  - 1923 Carte Noire
  - 1924 Alba Gloriosa
  - 1924 Exora
  - 1924 Lianir
  - 1924 Magnolia
  - 1925 Bonheur D'Aimer
  - 1925 Righi
  - 1925 Esora
  - 1925 Gita
  - 1925 La Dans
  - 1925 Cirta (Citra)
  - 1925 Tourmaline
  - 1926 La Danse des Fleurs
  - 1926 Nuit Blanche
  - 1927 Silver Butterfly
  - 1927 Jeanne Baird
  - 1927 Parfum XVIII (String of Pearls)
  - 1930 Inalda, reissue
  - 1931 Reveillon
  - 1931 Parfum XXXV
  - 1931 Parfum III
  - 1931 Parfum XI
  - 1931 Parfum XXXVI
  - 1937 Crescendo (a floral perfume)
  - 1939 Bridal Wreath
  - 1939 Mainliner
  - 1939 Fulfillment
  - 1939 Country Clover
  - 1940 Wildflower
  - 1940 Racing Red (probably a lipstick)
  - 1941 One Night
  - 1941 Together
  - 1941 Storm
  - 1941 Moonlight & Lace
  - 1941 Awake
  - 1946 Camellia (aldehydic woody perfume